# Labbra sognanti
Labbra sognanti (Dreaming Lips) è un film del 1937 diretto da Paul Czinner

## Trama
La moglie di un famoso violinista si innamora dell'amico del marito. Il triangolo amoroso avrà un tragico finale. 